# Weikersdorf (zámek)

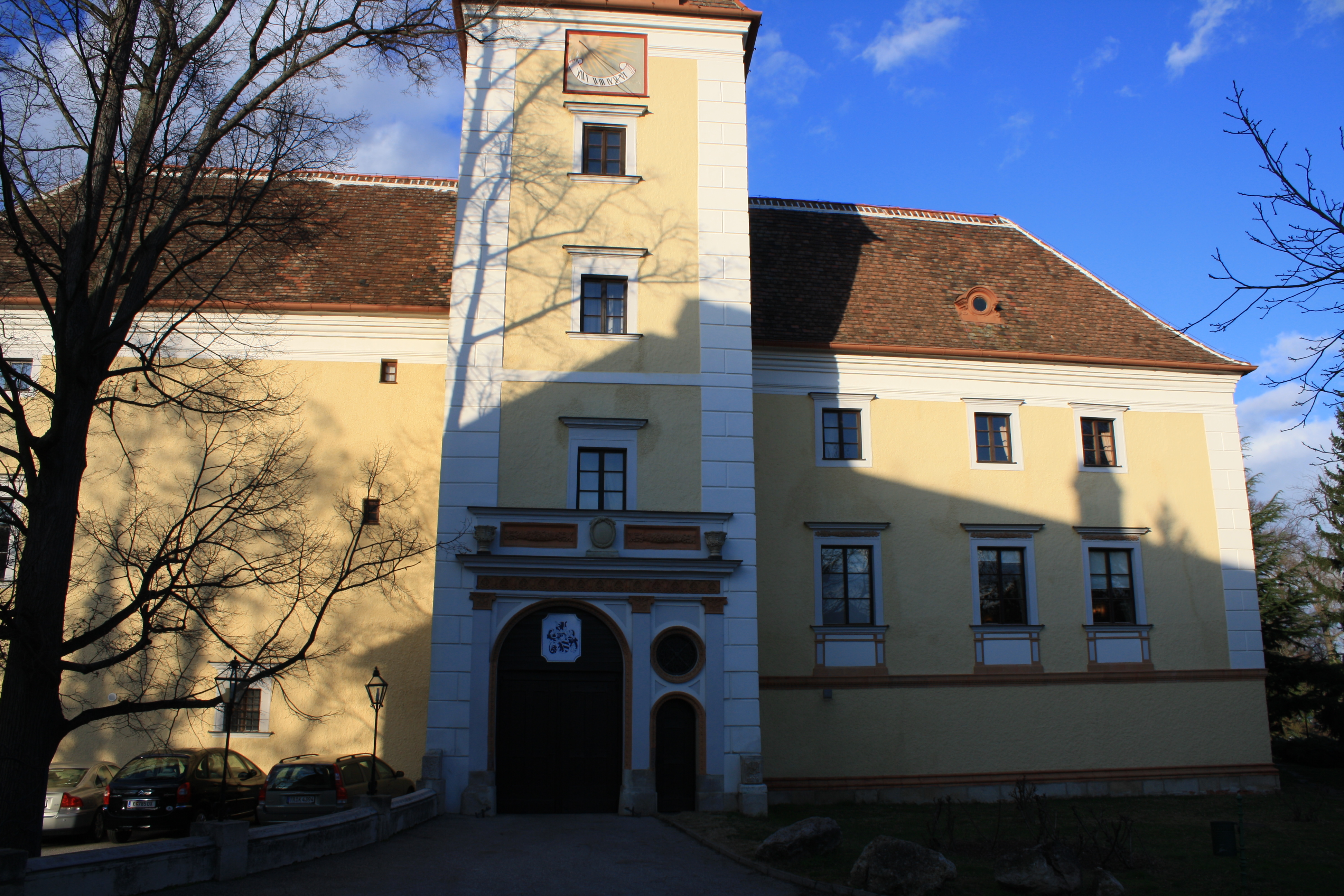
Zámek Weikersdorf

Zámek Weikersdorf je původně hrad, dnes přestavěný na zámecký hotel v Badenu v Dolních Rakousích.

## Historie
Datum, kdy byl hrad postaven, není známo. Páni z Weikersdorfu byli poprvé uvedení v dokumentech v roce 1233. Roku 1450 byl zmiňován jistý Hans Hager, jako pán na Weikersdorfu am Anger.
Hrad vlastnil také Matyáš Korvín (1443-1490). Po obou tureckých vpádech v roce 1529 a 1683 se vlastnictví hradu víckrát změnilo. Po prvním tureckém vpádu byl zámek přestavěn v renesančním slohu.
Při druhém tureckém obléhání byla zničena veškerá dokumentace panství. Proto Franz Quarient založil v roce 1705 nové pozemkové knihy, které jsou dnes důležitými historickými prameny.
Zámek zůstal do pozdního 20. století vlastnictvím rodiny von Doblhoffů. V roce 1945 postihla zámek návštěva sovětské armády. Pomocí minohledačky se našel kostelní poklad, který mohl být uschován v roce 1683.
Po poválečném obsazení Rakouska hrozil zánik zámku, takže jej i s parkem koupilo město Baden, které jej pak dále prodalo manželům Papstovým. Ti zámek opravili a rozšířili na zámecký hotel, který byl otevřen v roce 1976.